# دينيس دياتشينكو
دينيس دياتشينكو (بالأوكرانية: Дяченко Денис Леонідович)‏ هو لاعب كرة قدم أوكراني في مركز الوسط، ولد في 25 مايو 1986 في Mahdalynivka ‏ في أوكرانيا. لعب مع نادي تورونتو.